# Catocala eureka
Catocala eureka là một loài bướm đêm trong họ Erebidae.